# Commando (gra komputerowa)
Commando, w Japonii wydana jako Senjō no Ōkami  – strzelanka trzecioosobowa z widokiem z góry, wydana na automatach w roku 1985 przez Capcom, i mająca wpływ na cały gatunek podobnych strzelanek. Głównym jej bohaterem jest Joseph „Super Joe” Gibson. Gra została przeniesiona z automatów na popularne wtedy platformy, współcześnie pojawiła się też w zbiorze Capcom Classics Collection, dostępnym na PlayStation 2 i Xboxie, w zbiorze Capcom Classics Collection Reloaded na PSP, oraz w zbiorze Capcom Arcade Cabinet na PlayStation 3 i Xbox 360. Wersja z Atari 2600 trafiła też do zbioru Activision Anthology na PlayStation 2. Na Wii trafiła do cyfrowej dystrybucji.

## Rozgrywka
Gracz w widoku kieruje głównym bohaterem i prowadzi go do celu, po drodze likwidując kolejne oddziały przeciwników, a także uwalnia pojawiających się gdzieniegdzie jeńców wojennych. Bohater uzbrojony jest w karabin, do tego posiada pewną liczbę granatów, które po drodze może uzupełnić. Za pomocą granatów można trafić przeciwników za przeszkodami, czasem dzięki temu można znaleźć ukryte pomieszczenia.